# Синьфу (Шаньси)
Синьфу́ (кит. упр. 忻府, пиньинь Xīnfǔ, буквально: «Синьская управа») — район городского подчинения городского округа Синьчжоу провинции Шаньси (КНР).

## История
Когда в 200 году до н. э. ханьский император Гао-цзу лично повёл войско против гуннов, то попал в ловушку. Когда он сумел вырваться и дошёл до этих мест, то очень обрадовался и рассмеялся, поэтому эти места стали называться «синь» (忻, «радоваться, веселиться»). При империи Тан, в 618 году, была создана область Синьчжоу (忻州). В 742 году область была расформирована, но в 758 году была образована вновь. При империи Цин, в 1724 году, область была поднята в статусе до «непосредственно управляемой» (忻直隶州).
После Синьхайской революции в Китае была проведена реформа административного деления, в ходе которой области были упразднены, и в 1912 году на землях, напрямую управлявшихся властями области, был создан уезд Синьсянь (忻县).
В 1949 году был образован Специальный район Синьсянь (忻县专区), и уезд вошёл в его состав. В 1958 году Специальный район Синьсянь и Специальный район Ябэй (雁北专区) были объединены в Специальный район Цзиньбэй (晋北专区), при этом уезд Синьсянь был объединён с уездом Динсян в уезд Синьдин (忻定县). В 1961 году Специальный район Цзиньбэй был вновь разделён на Специальный район Ябэй и Специальный район Синьсянь, при этом уезды Синьсянь и Динсян были вновь разделены.
В 1967 году Специальный район Синьсянь был переименован в Округ Синьсянь (忻县地区). В 1983 году уезд Синьсянь был преобразован в городской уезд Синьчжоу (忻州市), а Округ Синьсянь был переименован в Округ Синьчжоу (忻州地区).
В 2000 году постановлением Госсовета КНР были расформированы округ Синьчжоу и городской уезд Синьчжоу, и создан городской округ Синьчжоу; бывший городской уезд Синьчжоу стал районом Синьфу в его составе.

## Административное деление
Район делится на 3 уличных комитета, 6 посёлков и 11 волостей.